# John Bell Hatcher
John Bell Hatcher (11 oktober 1861 - 3 juli 1904) was een Amerikaans paleontoloog die bekendstaat om zijn ontdekking van Triceratops en Torosaurus.
John Bell Hatcher werd geboren in Cooperstown, Illinois, als zoon van John Bell Hatcher en Margaret Columbia O'Neal. Zijn vader, een boer en een Quaker, verhuisde de familie naar Cooper, Iowa, toen Hatcher jong was. Hier kreeg John, een wat ziekelijk kind, zijn eerste lessen op school. Hij begon zich in paleontologie te interesseren toen hij als mijnwerker werkte om geld te verdienen voor een opleiding aan het Grinnell College in Iowa, die hij in 1881 aanving. Zijn intellectuele capaciteiten werden daar al snel onderkend en hij kreeg na drie maanden toestemming om geologie en plantkunde te gaan studeren aan de Sheffield Scientific School, een dependance van Yale University. Hatcher liet zijn kleine verzameling fossielen zien aan de professor metallurgie aan de SSS, George Jarvis Brush. Die verwees hem toen naar professor Othniel Charles Marsh, indertijd Amerika's meest gezaghebbende paleontoloog, die doceerde aan Yale. Marsh nam Hatcher meteen na diens afstuderen in 1884 in dienst als verzamelaar.
Hatchers eerste opdracht in 1884 was om Charles Hazelius Sternberg bij te staan in het zoeken naar fossielen van de neushoorn  Teleoceras op Long Island, Kansas. Typisch voor Hatcher was dat hij binnen een maand zelfstandig begon te werken in een tweede groeve. Hoewel geen ruziezoeker, was hij geneigd om zich dood te ergeren aan wat hij zag als inefficiënte of trage werkmethoden. Marsh begreep dat Hatcher het meest tot zijn recht kwam als hij zijn eigen weg kon gaan en liet hem in de winter van 1885 fossielen zoeken in het Perm van Texas. In 1886, 1887 en 1888 gaf Hatcher in opdracht van Marsh leiding aan opgravingen in het Oligoceen van Nebraska en South Dakota. Hatchers onverzettelijke werkkracht kwam hierbij goed van pas voor het opgraven van skeletten van Titanotherium. 
In 1887 huwde Hatcher een vijf jaar jongere Zweedse immigrante die in 1880 in de VS aangekomen was, Anna Matilda Peterson. Het echtpaar zou zeven kinderen krijgen waarvan het eerste in 1888 ongedoopt overleed. De zes andere waren: Earl Madison (1890-1954); Harold (1892-1971); John (1993-1896); Alice (1895-1965); Ruth (1901-1903); en John Bell (1904-1925).
Tot 1888 had Hatcher voornamelijk grote zoogdieren opgegraven maar toevallig zou hij betrokken raken bij het onderzoek naar dinosauriërs. In de herfst van 1888 werd Hatcher in Wyoming uitgenodigd om de collectie van Charles Arthur Guernsey te bekijken, een lokale rancher en verzamelaar van fossielen. Daarin bevond zich een raadselachtige hoorn van enorme grootte die volgens Guernsey afkomstig was van een monsterlijke schedel die een van zijn cowboys eens met een lasso uit de wand van een ravijn had pogen te trekken. Bij zijn terugkeer in Yale besefte Hatcher dat de hoorn overeenkwam met fossiele hoorns die Marsh per abuis aan runderen toegeschreven had. Marsh zond Hatcher weer terug om de zaak te onderzoeken en tussen 1889 en 1893 borg die drieëndertig schedels van de nu pas onderkende groep van de Ceratopidae, eenendertig van Triceratops en twee van Torosaurus. De enorme fossielblokken moesten met paard en wagen naar het meest nabij gelegen station vervoerd worden. Marsh, die meestal niet scheutig was met lof, prees Hatcher daarvoor omstandig in zijn publicaties.
Hatcher was ondertussen echter ontevreden geraakt over zijn positie in Yale omdat Marsh hem niet toestond onder eigen naam te publiceren; de eer van de ontdekkingen ging aldus in de eerste plaats naar Marsh. Daarbij had Hatcher een afkeer van de extreme vijandschap en jaloezie die Marsh ten opzichte van diens rivaal Edward Drinker Cope toonde in de zogenaamde Bone Wars; hij vond juist dat paleontologen zoveel mogelijk zouden moeten samenwerken. Reeds in 1890 ging Hatcher in eerste instantie in op een aanbod van Henry Fairfield Osborn om bij het American Museum of Natural History te komen werken; Osborn bleek echter zelf nog niet officieel aangesteld waarna Hatcher het contact boos afbrak. Hetzelfde jaar werd Hatcher benoemd tot assistent-professor geologie te Yale. In januari 1893 kwam het eindelijk tot een openlijke breuk met Marsh en ging Hatcher werken bij de Princeton University als conservator van de afdeling Paleontologie der Gewervelden en assistent-professor geologie. Tussen 1893 en 1895 verzamelde hij grote hoeveelheden zoogdierfossielen in South Dakota en Nebraska, en dinosauriërfossielen in Wyoming. In die tijd was Hatcher een ondergeschikte van William Berryman Scott.
Tussen 1896 en eind 1899 voerde Hatcher drie grote expedities uit naar Patagonië. Hij werd op de eerste en derde daarvan vergezeld door zijn zwager, de verzamelaar Olaf August Peterson. De expedities werden financieel ondersteund door de schatrijke bankmagnaat John Pierpont Morgan die door Hatcher zelf hiertoe omgepraat was. Hatcher droeg overigens een aanzienlijk deel van de kosten zelf, daartoe instaatgesteld door zijn successen als pokerspeler. In Argentinië werden grote hoeveelheden zoogdierfossielen uit het Mioceen verzameld.
In februari 1900 werd Hatcher door de directeur van het Carnegie Museum, William Jacob Holland, aangetrokken als conservator paleontologie en osteologie; op 1 maart zegde hij zijn positie bij Princeton op. Holland had ruzie gekregen met de eerdere leidinggevende aan een project van het museum om grote Sauropoda op te graven, Jacob Lawson Wortman, die hij te passief, zeurderig en zwaarmoedig vond. Wortman nam in januari 1900 ontslag en Hatcher's zwager, Peterson, nam de vrijgekomen positie tijdelijk over. Holland ervoer de energieke Hatcher eerst als een verademing maar al gauw botsten de dominante persoonlijkheden van beide mannen met elkaar, ook doordat Hatcher nooit een blad voor de mond nam. Het duurde even voordat Holland in Hatcher zijn meerdere wilde erkennen. Hij stond echter niet toe dat Hatcher een plan tot uitvoer bracht voor een paleontlogische expeditie van twee jaar naar Antarctica. In 1900 ging Hatcher fossielen zoeken in Wyoming. Daarbij merkte hij als snel dat een veteraan in het fossielenonderzoek, William Harlow Reed die ook voor Carnegie werkte, in feite een totale amateur zonder wetenschappelijke kennis was; hij zorgde ervoor dat Reed zijn ontslag nam. In dezelfde tijd kocht hij de Felch Quarry in Colorado, waaruit Marsh vaak fossielen verworven had, aan voor Carnegie en liet deze vanaf november 1900 exploiteren door William Utterback die nog samen met hem onder Marsh gewerkt had. In juni 1900 nam Hatcher de jonge Charles Whitney Gilmore in dienst voor de opgravingen, samen met Peterson, in Wyoming. Gedurende de winter van 1900-1901 verbleef Hatcher, vermoeid en ziek door de ontberingen van het veldseizoen, te Pittsburgh. Hatcher groef een exemplaar op van Diplodocus.
Hatcher ligt begraven op het Homewood Cemetery te Pittsburgh.
- Bibliothèque nationale de France: cb12391951f (data)
- Gemeinsame Normdatei: 117503541
- International Standard Name Identifier: 0000 0000 8127 6885
- Library of Congress Control Number: n79145545
- Nationale bibliotheek van Australië: 35402462
- Nationale Bibliotheek van Israël: 987007277632605171
- Nederlandse Thesaurus van Auteursnamen: 131526219
- SNAC: w6k64mhv
- Système universitaire de documentation: 14807670X
- Trove: 940183
- Virtual International Authority File: 49307823
- WorldCat: E39PBJtxjRfQfYwtcDcR9DkYyd

1. ↑  beeldbank Nederlands Fotomuseum; geraadpleegd op: 20 februari 2020; Nederlands Fotomuseum-identificatiecode voor fotograaf: 3689a1e5-6ab5-1934-bd2e-74495da6c90e.